# Stade Bandjoun
Stade Bandjoun – kameruński klub piłkarski grający niegdyś w kameruńskiej pierwszej lidze, mający siedzibę w mieście Bandjoun.

## Sukcesy
- Puchar Kamerunu[1]:
  - finał (1): 1996.

## Występy w afrykańskich pucharach
| Sezon | Rozgrywki  | Runda | Kraj                          | Klub            | Dom | Wyjazd | Dwumecz      |
| ----- | ---------- | ----- | ----------------------------- | --------------- | --- | ------ | ------------ |
| 1998  | Puchar CAF | 1     | Gwinea Równikowa              | Atlético Malabo | 6–0 | 1–0    | 7–0          |
| 1998  | Puchar CAF | 2     | Demokratyczna Republika Konga | DC Motema Pembe | 1–0 | 0–1    | 1–1 (k. 3–4) |

## Stadion
Domowe mecze klub rozgrywa na stadionie o nazwie Stade Fotso Victor w Bandjoun. Stadion może pomieścić 4000 widzów.

## Reprezentanci kraju grający w klubie
Stan na lipiec 2023.
| - Benoît Angbwa - Daniel Ngom Kome | - Vincent Ongandzi - Pierre Webó |